# Tonga Broadcasting Commission
Tonga Broadcasting Commission, nota anche con l'acronimo TBC, è l'ente radiotelevisivo pubblico delle Tonga (tongano: Komisoni Fakamafolalea Tonga).
Trasmette dalla capitale Nukuʻalofa in tongano e in inglese.

## Storia
La radiofonia debuttò nelle isole Tonga nel 1961, quando il Paese faceva ancora parte dell'Impero britannico.
Nel corso del tempo le stazioni radio divennero 3: una stazione radiofonica AM (Radio Tonga 1), una stazione radiofonica FM (Radio Tonga 2) e una stazione relè di Radio Australia, 24 ore su 24 (FM103).
Television Tonga, il primo canale nazionale nonché in chiaro, fu invece inaugurato il 4 luglio 2000 da Re Tāufaʻāhau Tupou IV. Inizialmente serviva principalmente come relè di canali stranieri, ma in seguito cominciò ad autoprodurre un numero maggiore di programmi, tra cui un notiziario serale d'informazione nazionale dal lunedì al venerdì in inglese e in tongano, e una rassegna dei fatti della settimana il sabato e iniziò a coprire anche lo sport locale e altri eventi di interesse nazionale.
Il 4 luglio 2008 TBC lanciò un secondo canale, TV Tonga 2, maggiormente rivolto all'intrattenimento, soprattutto allo sport e ai film, e ai programmi stranieri, comprese 6 ore di simulcast di China Central Television; Television Tonga fu, di conseguenza, rinominata "TV Tonga 1" e, trasferite sulla seconda rete le trasmissioni d'importazione, il primo canale fu interamente dedicato a programmi locali e in lingua tongana.
TBC è regolata dal Tonga Broadcasting Act del 1988 e dal Tonga Communications Corporation Act del 2000. Benché riceva sovvenzioni statali, la società ha introiti anche dalla pubblicità e dalla vendita di apparecchi radiofonici nel suo negozio a Vava'u; il negozio nel Central Business District di Nukuʻalofa è tra le numerose imprese distrutte durante le rivolte del 16 novembre 2006.
Negli anni duemilaventi TBC ha stretto rapporti commerciali con la TV di stato australiana ABC.

## Servizi

### Televisione
- TV Tonga 1, canale televisivo generalista.
- TV Tonga 2, canale televisivo specializzato in sport, film e programmi importati.
- TV Tonga-Vava’u, canale televisivo che serve l'isola di Vava'u

### Radio
- Radio Tonga 1, stazione radiofonica in AM.
- Radio Tonga 2, stazione radiofonica in FM.
- FM103, stazione radiofonica 24 ore su 24, relè di Radio Australia.

## Organizzazione

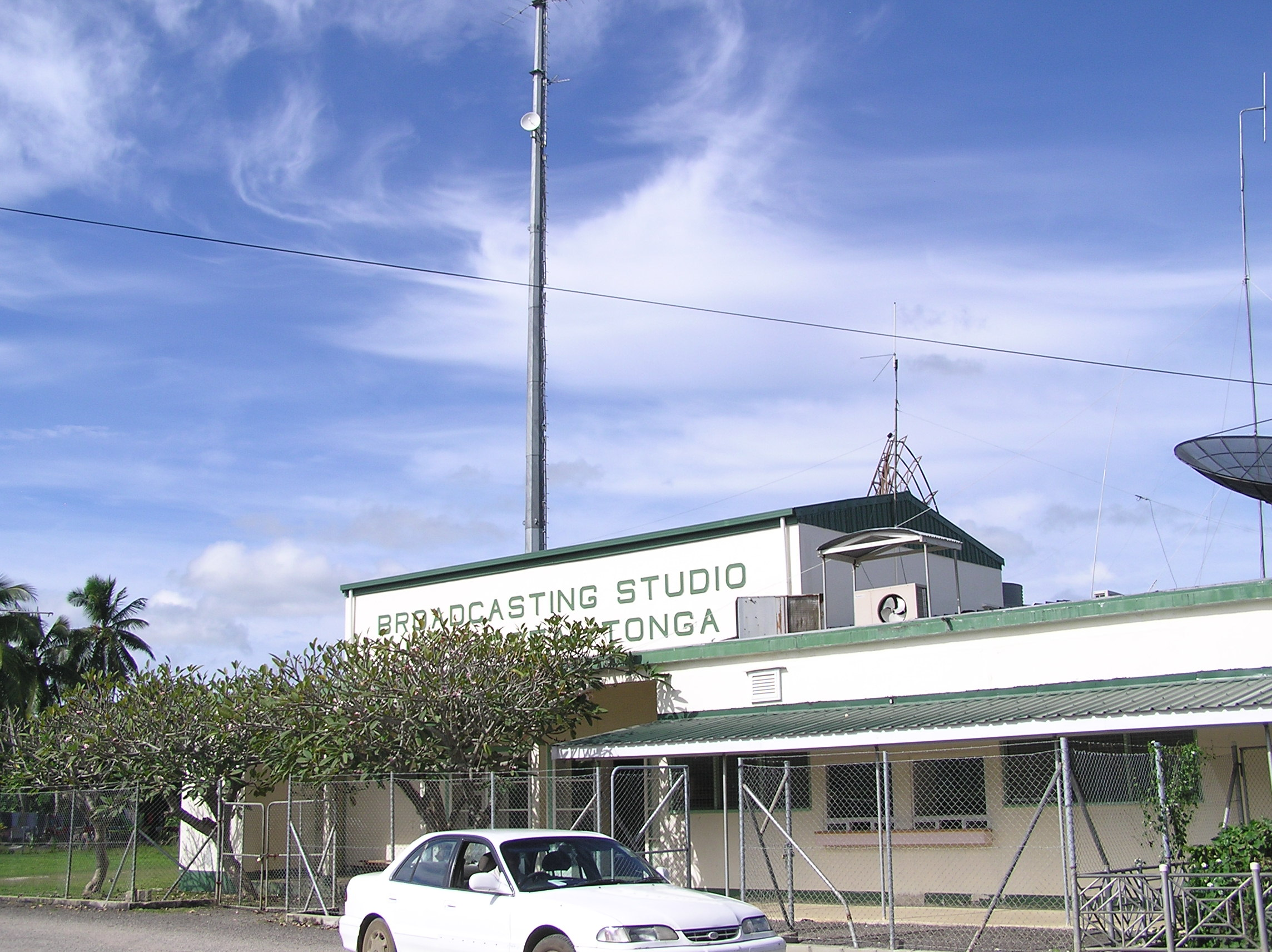
Gli studi e la torre di trasmissione di TBC a Fasi-moe-afi.

Gli studi e le strutture della sede di TBC si trovano a Fasi-moe-afi, vicino alla capitale Nukuʻalofa. I trasmettitori sono installati in Tongatapu, 'Eua e altre isole e distretti vicine alla capitale come Pangaimotu e Atatā.
- Feleti Sevele, Presidente del Consiglio d'amministrazione.
- 'Elenoa 'Amanaki, General Manager.